# Nudillo (arquitectura)

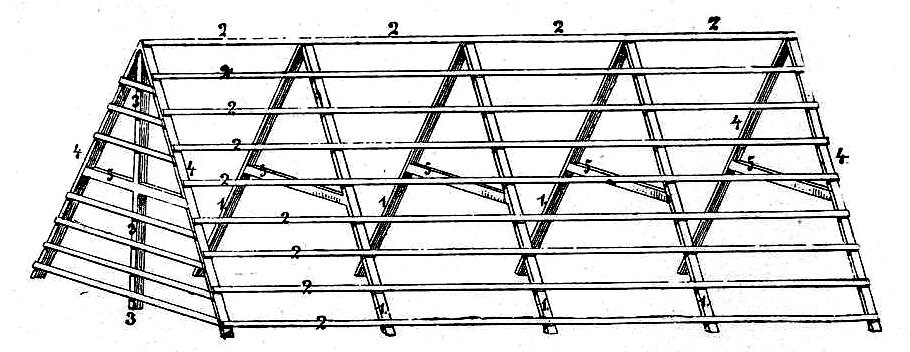
Entramado del techo: el elemento #5 son los nudillos

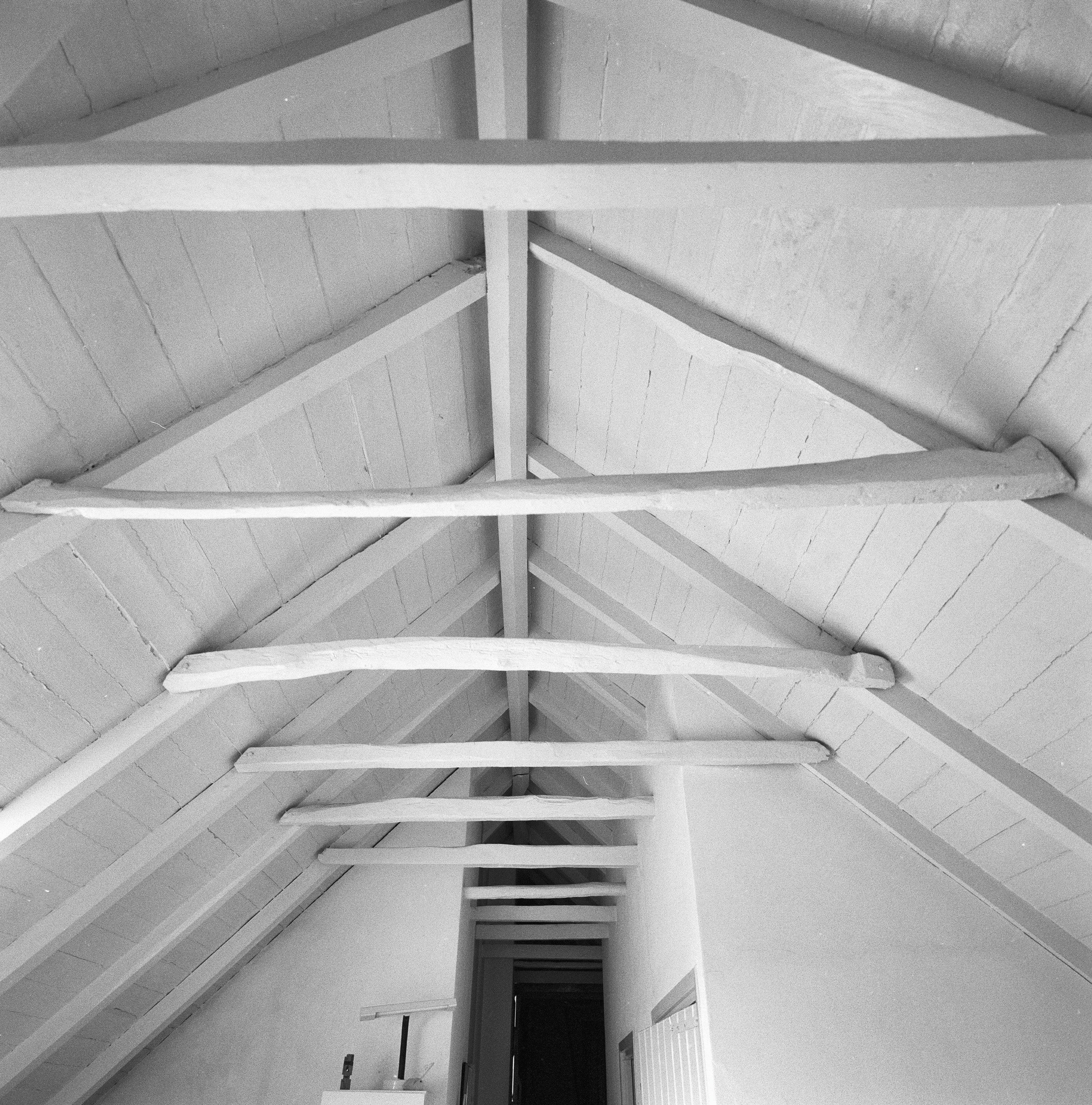
Techo en par y nudillo antiguo en Holanda. Imagen: Agencia del patrimonio cultural de los Países Bajos

En arquitectura y construcción, un nudillo en una viga horizontal entre dos vigas y es muy común en la construcción de techos domésticos. A menudo, un nudillo tiene función estructural, pero se puede usar simplemente para enmarcar un techo. Se diferencia de un tirante, en que este es un elemento en tensión en lugar de compresión y la mayoría de los nudillos están diseñados para trabajar en compresión para evitar que las vigas se comben. Un nudillo cerca de la parte inferior de los pares puede reemplazar a un tirante y estar diseñado para evitar que las vigas se extiendan y, por lo tanto, estén en tensión, por lo que el nombre correcto en castellano sería tirante.

## Etimología
La palabra nudillo es el diminutivo de la palabra nudo. Nudo a su vez deriva del latín vulgar nudus, y este del latín nodus.

## Tijerales en par y nudillos
La forma más simple de entramado del armazón de techo es con tijerales en par e hilera. A este tipo de estructura de techumbre no tiene nada más que pares y una viga de amarre en la parte inferior de las vigas. El siguiente paso en el desarrollo de la estructura del techo fue agregar un nudillo, llamado techo de par y nudillo. Los techos en par y nudillo son adecuados para luces de hasta aproximadamente (4,5 metros).

## Techo arriostrado
La armadura de arriostramiento en arco se fabrica agregando dos arriostramientos entre los pares y los nudillos. Esto pone el nudillo y los tirantes en tensión.

## Galería

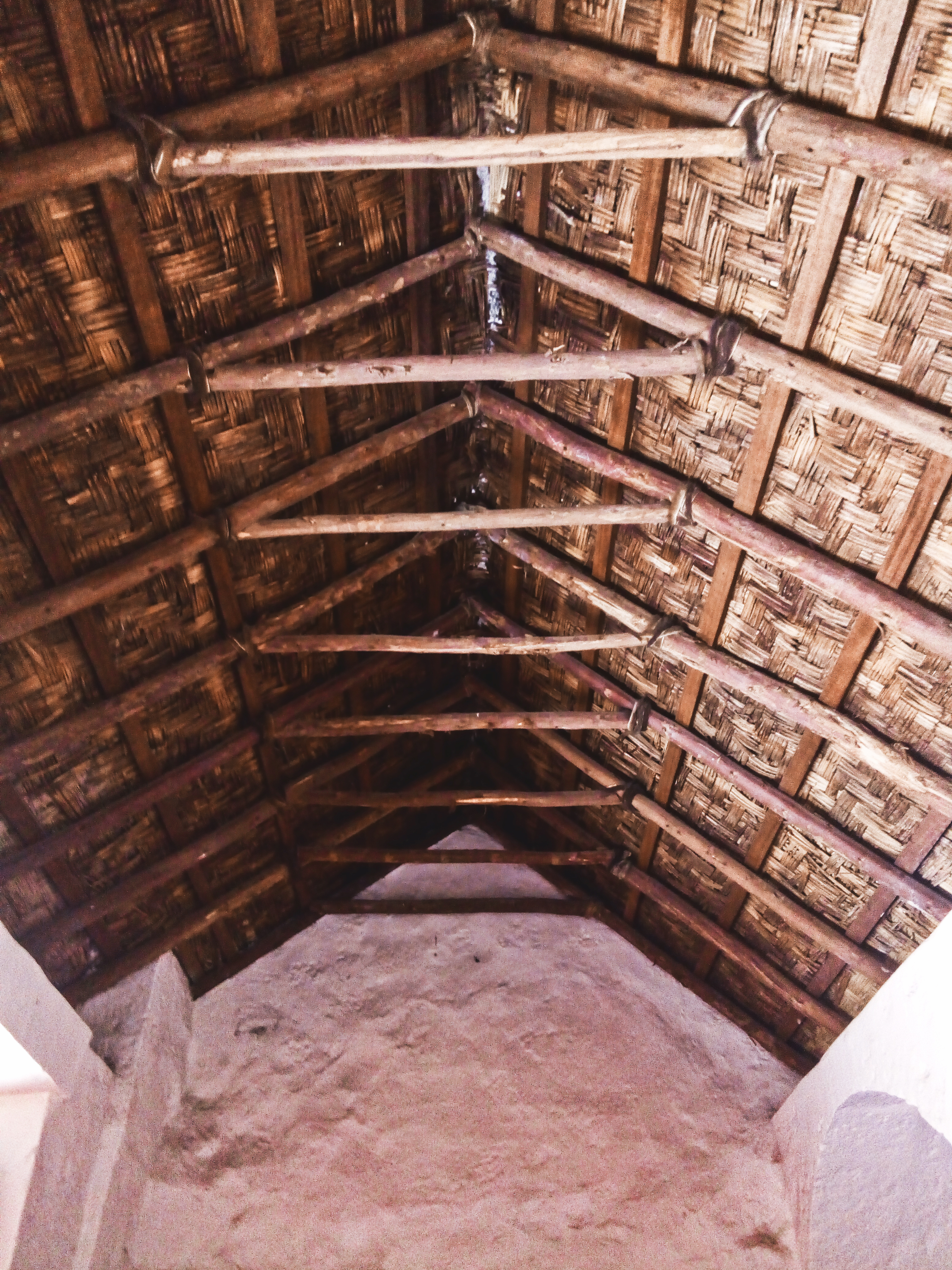
Tijerales en par y nudillo en el convento de Santa Catalina en Arequipa
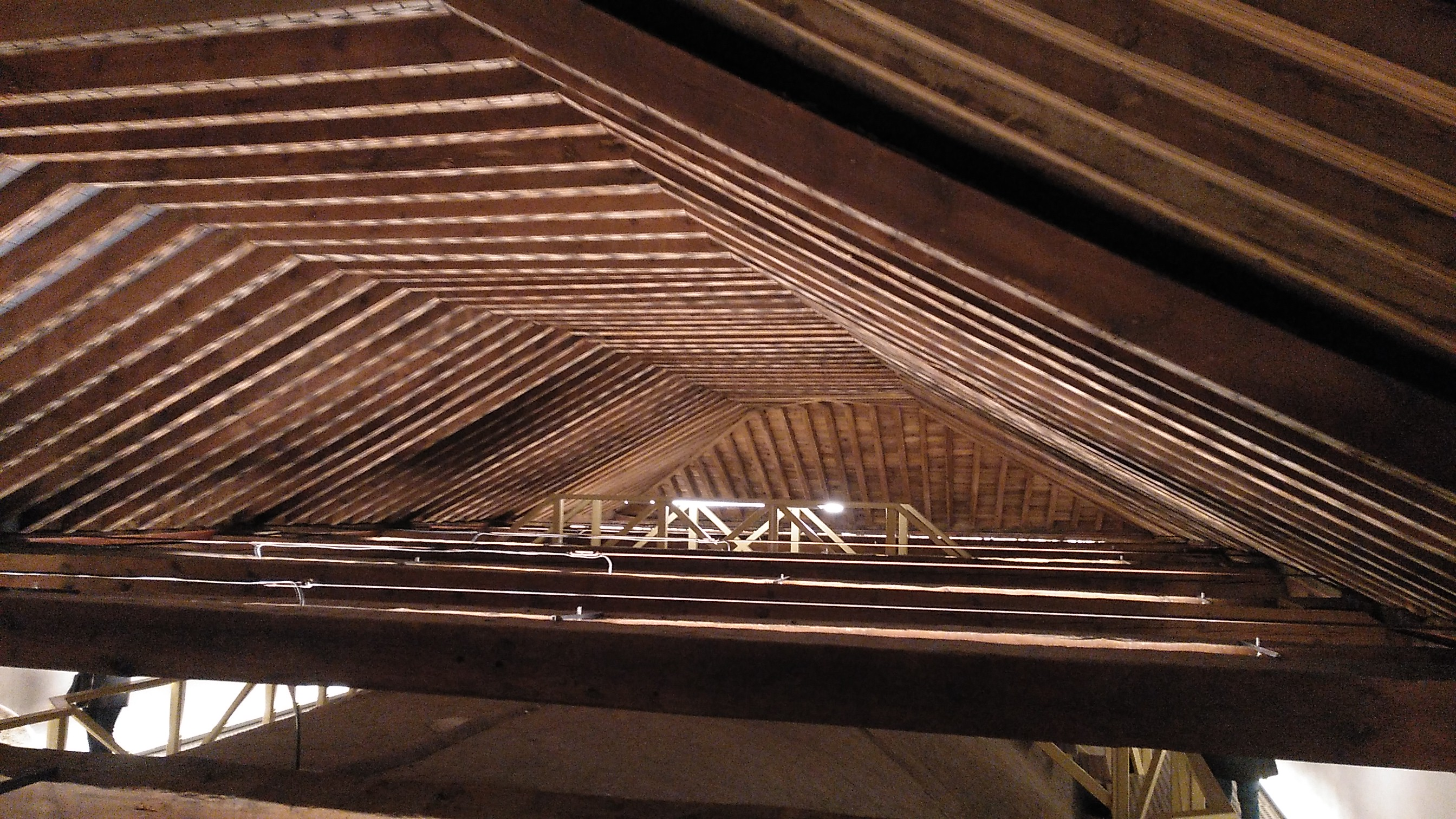
Par y nudillos en el convento de Santa Clara, Salamanca
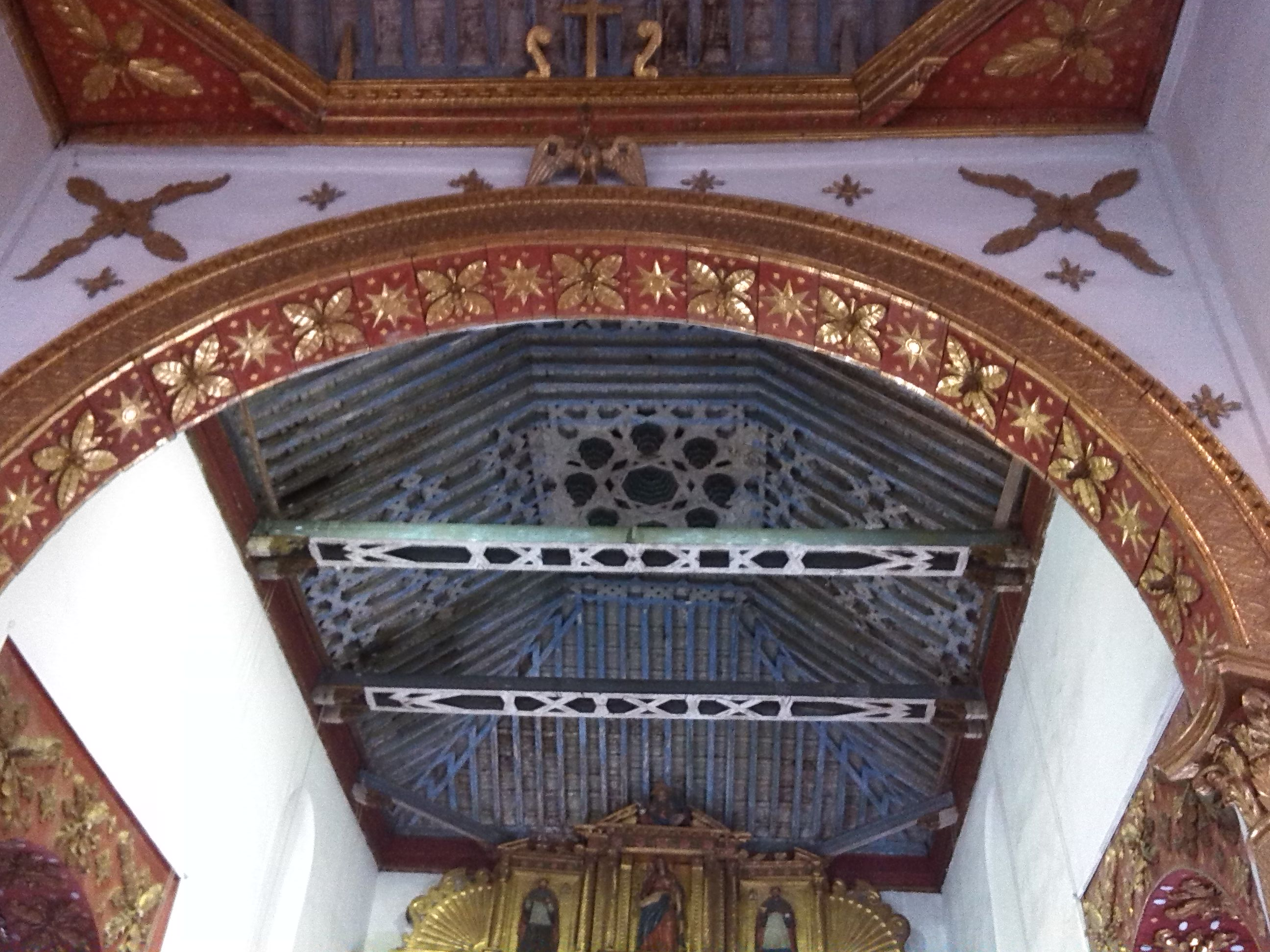
Par y nudillo en la iglesia de San Francisco en Tunja.
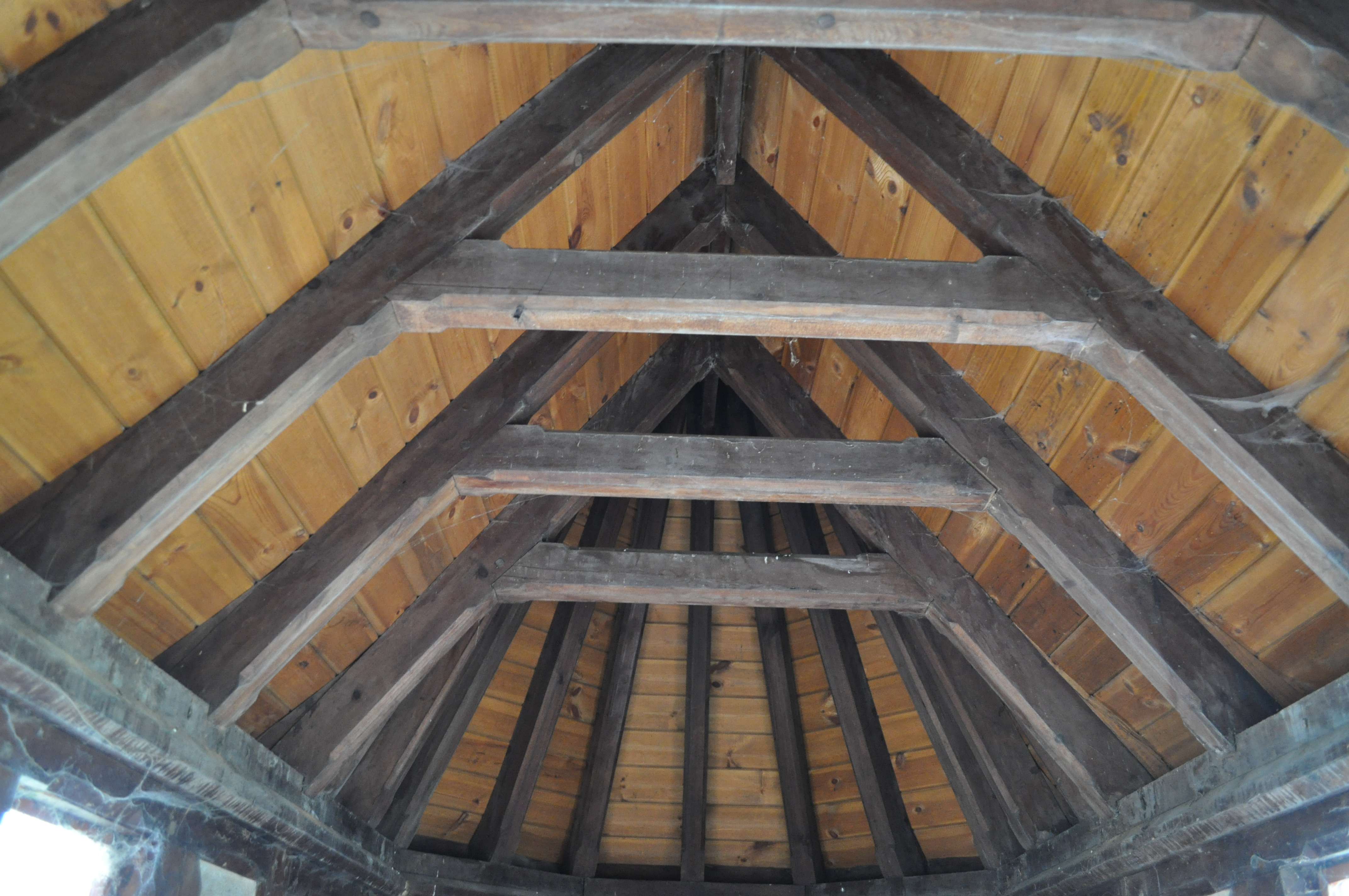
Nudillos en la iglesia de St Mary en West Tofts.
Diagrama de un tijeral en par y nudillo. 1: Tirante, 2: Par y 3: Nudillo